# Temporada 1980-81 de los Detroit Pistons
La temporada 1980-81 fue la trigésimo tercera de los Pistons en la NBA, y la vigesimocuarta en su localización de Detroit, Míchigan. La temporada regular acabaron con 21 victorias y 61 derrotas, ocupando la undécima y última posición de la Conferencia Este, no logrando clasificarse para los playoffs.

## Elecciones en elDraft
| Ronda | Puesto | Jugador      | Posición | Nacionalidad   | Universidad |
| ----- | ------ | ------------ | -------- | -------------- | ----------- |
| 1     | 17     | Larry Drew   | Base     | Estados Unidos | Missouri    |
| 2     | 45     | Brad Branson | Pívot    | Estados Unidos | SMU         |
| 4     | 70     | Darwin Cook  | Base     | Estados Unidos | Portland    |
| 5     | 93     | Tony Fuller  | Escolta  | Estados Unidos | Pepperdine  |

## Temporada regular
| División Central    | División Central | División Central | División Central | División Central | División Central | División Central | División Central | División Central |
| Equipo              | G                | P                | %                | PD               | Casa             | Fuera            | Div              |                  |
| ------------------- | ---------------- | ---------------- | ---------------- | ---------------- | ---------------- | ---------------- | ---------------- | ---------------- |
| y-Milwaukee Bucks   | 60               | 22               | .732             | –                | 34–7             | 26–15            | 23–7             |                  |
| x-Chicago Bulls     | 45               | 37               | .549             | 15.0             | 26–15            | 19–22            | 20–9             |                  |
| x-Indiana Pacers    | 44               | 38               | .537             | 16.0             | 27–14            | 17–24            | 17–12            |                  |
| Atlanta Hawks       | 31               | 51               | .378             | 29.0             | 20–21            | 11–30            | 9–21             |                  |
| Cleveland Cavaliers | 28               | 54               | .341             | 32.0             | 20–21            | 8–33             | 9–21             |                  |
| Detroit Pistons     | 21               | 61               | .256             | 39.0             | 14–27            | 7–34             | 9–21             |                  |

## Estadísticas
| Rk | Jugador         | Edad | P  | PT | MP   | TC  | TCI  | %TC  | T3  | T3I | %T3  | TL  | TLI | %TL  | RO  | RD  | RT  | AS  | RB  | TAP | BP  | FP  | PTS  |
| -- | --------------- | ---- | -- | -- | ---- | --- | ---- | ---- | --- | --- | ---- | --- | --- | ---- | --- | --- | --- | --- | --- | --- | --- | --- | ---- |
| 1  | Kent Benson     | 26   | 59 |    | 33.2 | 6.2 | 13.1 | .473 | 0.0 | 0.1 | .000 | 3.3 | 4.3 | .772 | 2.1 | 4.7 | 6.8 | 2.9 | 1.2 | 1.1 | 3.2 | 3.1 | 15.7 |
| 2  | Terry Tyler     | 24   | 82 |    | 31.1 | 5.8 | 10.9 | .532 | 0.0 | 0.1 | .000 | 1.8 | 3.0 | .592 | 2.4 | 4.5 | 6.9 | 1.7 | 1.4 | 2.2 | 2.0 | 2.6 | 13.4 |
| 3  | John Long       | 24   | 59 |    | 29.7 | 7.5 | 16.2 | .461 | 0.0 | 0.2 | .182 | 2.7 | 3.1 | .870 | 1.6 | 1.7 | 3.3 | 1.8 | 1.6 | 0.4 | 2.6 | 2.8 | 17.7 |
| 4  | Phil Hubbard    | 24   | 80 |    | 28.6 | 5.4 | 11.0 | .492 | 0.0 | 0.0 | .333 | 3.7 | 5.3 | .690 | 3.0 | 4.4 | 7.3 | 1.9 | 1.0 | 0.3 | 2.9 | 4.0 | 14.5 |
| 5  | Keith Herron    | 24   | 80 |    | 28.4 | 5.4 | 11.9 | .453 | 0.0 | 0.1 | .182 | 2.9 | 3.3 | .854 | 1.2 | 1.4 | 2.6 | 1.9 | 1.1 | 0.3 | 1.9 | 1.9 | 13.7 |
| 6  | Bob McAdoo      | 29   | 6  |    | 28.0 | 5.0 | 13.7 | .366 | 0.0 | 0.0 |      | 2.0 | 3.3 | .600 | 1.5 | 5.3 | 6.8 | 3.3 | 1.3 | 1.2 | 3.0 | 2.7 | 12.0 |
| 7  | Greg Kelser     | 23   | 25 |    | 26.2 | 4.8 | 11.4 | .421 | 0.0 | 0.1 | .000 | 2.7 | 4.2 | .642 | 2.1 | 2.7 | 4.8 | 1.8 | 1.4 | 1.2 | 3.1 | 3.6 | 12.3 |
| 8  | Paul Mokeski    | 24   | 80 |    | 22.7 | 2.8 | 5.7  | .489 | 0.0 | 0.0 | .000 | 1.5 | 2.5 | .600 | 1.8 | 3.5 | 5.2 | 1.7 | 0.5 | 0.9 | 2.0 | 3.3 | 7.1  |
| 9  | Ron Lee         | 28   | 82 |    | 22.3 | 1.4 | 3.9  | .350 | 0.0 | 0.2 | .154 | 1.4 | 1.9 | .724 | 0.8 | 1.9 | 2.7 | 4.4 | 2.0 | 0.4 | 2.1 | 3.2 | 4.2  |
| 10 | Larry Wright    | 26   | 45 |    | 22.2 | 3.1 | 6.7  | .462 | 0.0 | 0.2 | .286 | 1.2 | 1.5 | .803 | 0.6 | 1.4 | 2.0 | 3.4 | 0.9 | 0.2 | 1.6 | 2.5 | 7.4  |
| 11 | Larry Drew      | 22   | 76 |    | 20.8 | 2.6 | 6.4  | .407 | 0.1 | 0.2 | .235 | 1.4 | 1.8 | .797 | 0.3 | 1.3 | 1.6 | 3.3 | 1.2 | 0.1 | 2.2 | 1.6 | 6.6  |
| 12 | Wayne Robinson  | 22   | 81 |    | 19.7 | 2.9 | 6.3  | .460 | 0.0 | 0.1 | .000 | 2.2 | 3.0 | .729 | 1.4 | 2.2 | 3.6 | 1.4 | 0.6 | 0.3 | 1.8 | 2.3 | 7.9  |
| 13 | Tony Fuller     | 22   | 15 |    | 16.5 | 1.6 | 4.4  | .364 | 0.0 | 0.1 | .000 | 0.8 | 1.1 | .750 | 0.9 | 1.9 | 2.8 | 1.9 | 0.7 | 0.1 | 1.5 | 1.7 | 4.0  |
| 14 | Norman Black    | 23   | 3  |    | 9.3  | 1.0 | 3.3  | .300 | 0.0 | 0.0 |      | 0.7 | 2.7 | .250 | 0.0 | 0.7 | 0.7 | 0.7 | 0.3 | 0.0 | 0.3 | 0.7 | 2.7  |
| 15 | Edmund Lawrence | 28   | 3  |    | 6.3  | 1.7 | 2.7  | .625 | 0.0 | 0.0 |      | 0.7 | 1.3 | .500 | 0.7 | 0.7 | 1.3 | 0.3 | 0.3 | 0.0 | 0.3 | 2.0 | 4.0  |
| 16 | Lee Johnson     | 23   | 2  |    | 5.0  | 0.0 | 1.0  | .000 | 0.0 | 0.0 |      | 0.0 | 0.0 |      | 0.0 | 1.0 | 1.0 | 0.0 | 0.0 | 0.0 | 0.0 | 0.5 | 0.0  |